# Tulia, Ripkî
Tulia (în ucraineană Тулія) este un sat în comuna Smolîhivka din raionul Ripkî, regiunea Cernihiv, Ucraina.

## Demografie
Componența lingvistică a localității Tulia
     Ucraineană (100%)
Conform recensământului din 2001, toată populația localității Tulia era vorbitoare de ucraineană (100%).